# John Frandsen
Pour les articles homonymes, voir Frandsen.
John Hakon Frandsen, né le 10 juillet 1918 à Copenhague, décédé le 18 juillet 1996, est un organiste et chef d'orchestre danois.
Il a été organiste à la cathédrale de Copenhague (1938-1953). La production au théâtre royal de l'opéra de Benjamin Britten Peter Grimes en 1947 a permis à Frandsen de s'affirmer comme chef d'orchestre. Jusqu'à sa démission du théâtre en 1980, il a continué à diriger l'Orchestre royal du Danemark dans un répertoire d'opéra qui allait de Mozart à Britten. Il a également été employé à l'Académie de l'opéra.